# گاگیک آصلانیان
گاگیک سرگئی آصلانیان (ارمنی: Գագիկ Սերգեյի Ասլանյան؛ زادهٔ ۲۵ فوریهٔ ۱۹۵۴) یک اقتصاددان و سیاستمدار اهل ارمنستان است که از تاریخ ۱۹۹۹ تا تاریخ ۲۰۰۳ سمت نمایندگی دوره دوم مجلس ملی جمهوری ارمنستان را برعهده داشت.

## زندگی‌نامه
در ۲۵ فوریه ۱۹۵۴ در تالین به دنیا آمد و از دانشگاه دولتی علم اقتصاد ارمنستان فارغ‌التحصیل شد. 